# Agustín Montero
Agustín Alcantara Montero (nacido el 26 de agosto de 1976 en San Pedro de Macorís) es un lanzador dominicano que jugó en las Grandes Ligas de Béisbol durante la temporada 2006 para los Medias Blancas de Chicago. 
El 20 de abril de 2005, Montero se convirtió en el tercer jugador en dar positivo bajo la nueva política de esteroides de las Grandes Ligas, y fue suspendido por 10 días sin goce de sueldo. A pesar de que todavía no había debutado en las Grandes Ligas en ese momento, estaba en el roster de 40 jugadores de los Rangers de Texas durante los entrenamientos de primavera, y fue sujeto a pruebas al azar.
Firmó un contrato de ligas menores con los Atléticos de Oakland el 9 de junio de 2007. Más tarde fue liberado y firmó con la Northwest Independent League el 27 de mayo de 2008.
En 2010 firmó con los Tiburones de La Guaira en la Liga Venezolana.